# مرکز آموزش علمی کاربردی پرسپولیس
دانشگاه جامع علمی کاربردی پرسپولیس، نخستین دانشگاه ورزشی ایران در ۱۱ آذر ۱۳۹۱ با سرمایه‌گذاری باشگاه فرهنگی ورزشی پرسپولیس از باشگاه‌های فعال در ورزش ایران، در زمان مدیریت محمدرضا رویانیان گشایش یافت.داریوش سودی اولین مدیر این دانشگاه می‌باشد.
ابتدا این واحد دانشگاهی در رشته‌های مربی‌گری فوتبال، فوتسال و آمادگی جسمانی، در نظام پودمانی و در مقطع کاردانی با ظرفیت پذیرش آقا و خانم در همه رشته به صورت برابر دانشجو می‌پذیرفت.
ولی پس از چندی به دستور محمدرضا رویانیان، رشته‌های خبرنگاری ورزشی و گزارشگری نیز به آن اضافه شد. همچنین در ادامه رشته کارشناس حرفه‌ای پزشکیار ورزشی با مدیر علمی جناب آقای دکتر چشمه سری شروع شد.
حقوق ورزشی از دیگر رشته‌های دانشگاه علمی کاربردی پرسپولیس است که مدیریت گروه آن برعهده دکتر هورمزد یعقوبی نژاد، مدرس دانشگاه آزاد اسلامی واحد تهران شمال و رئیس کمیته انضباطی انجمن راگبی جمهوری اسلامی ایران می‌باشد.
دانشگاه پرسپولیس در زمان مدیرعاملی جعفر سمیعی و با درخواست ایشان تعطیل شد. در زمان سرپرستی مجید صدری برای آغاز دوباره فعالیت دانشگاه جلساتی برگزار شد.
رتبه یک کنکور ارشد
امیر کیانی یکی از این چهره‌های ارزشمند است که تحصیلات عالی را در مرکز علمی کاربردی پرسپولیس آغاز کرد و اخیراً موفق به کسب رتبه یک کنکور ارشد گرایش مدیریت ورزشی گردید تا برای خود و مرکز علمی کاربردی پرسپولیس باعث افتخار باشد.

## نخستین دانشجوی دانشگاه پرسپولیس
مهدی مهدوی‌کیا نخستین دانشجوی این دانشگاه بود.